# Isabel Vigiola
Isabel Vigiola Blanco (Madrid, 1930 - Ibidem, 28 de mayo de 2022) fue una secretaria española. Trabajó con el cineasta y escritor Edgar Neville. Fue la esposa de Antonio Mingote y se ocupó de mantener su legado.

## Biografía
Nació en la capital de España en 1930. A los diecisiete años comenzó a trabajar como secretaria del cineasta y escritor Edgar Neville. Intervino en las películas del cineasta: La ironía del dinero (1957), El baile (1959) y Mi calle (1960). Durante los veinte años que trabajó como secretaria de Nerville, conoció a muchos actores y actrices que desde Hollywood viajaron a rodar películas en España durante las décadas de los años cincuenta y sesenta: George Cukor, Jean Cocteau, Ava Gardner, entre otros.
En ese tiempo, conoció al dibujante, escritor y periodista Antonio Mingote. En diciembre de 1965 comenzó a salir con él, y al año siguiente, contrajeron matrimonio y permanecieron unidos durante cuarenta y seis años, hasta que Mingote falleció en 2012. Tras su jubilación, dedicó su vida a cuidar de la obra de su marido, participando en diversas exposiciones y actos homenaje.
Falleció en Madrid, a los noventa y dos años, tras una larga enfermedad.

## Publicación
- Mingote reservado: el taller desconocido de un genio: apuntes, bocetos, inéditos, censurados y prohibidos, edición a cargo de Isabel Vigiola y Antonio Astorga. Madrid, Edaf, 2014, 317 pp. ISBN: 9788441434295.